# Naval Air Systems Command

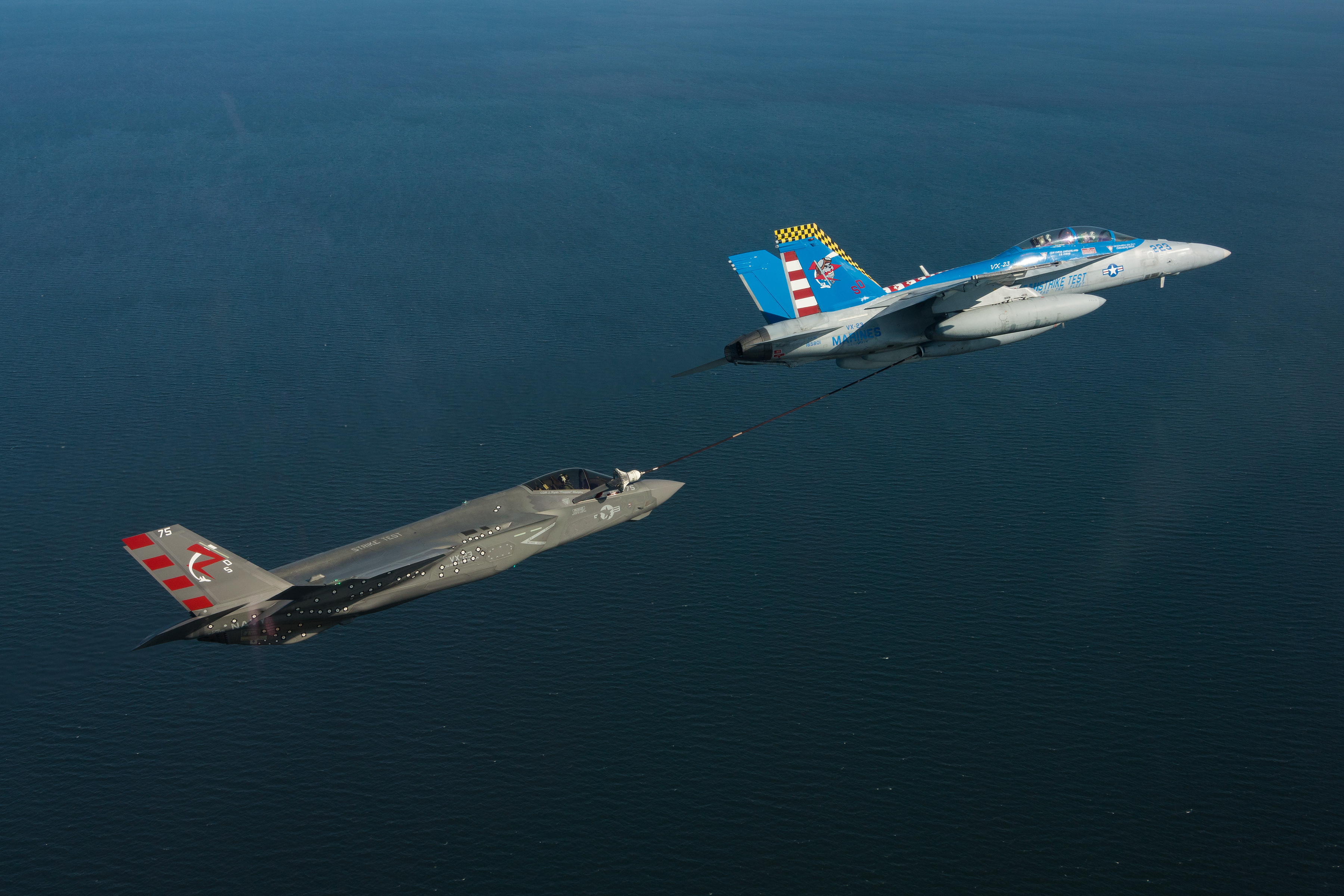
Un F/A-18F del VX-23 rifornisce un F-35C

Il Naval Air Systems Command (NAVAIR) è un comando dell'U.S. Navy, responsabile della ricerca e sviluppo dei velivoli in dotazione alla United States Navy. Il quartier generale è situato presso la Naval Air Station Patuxent River, Maryland.

## Missione
Il comando fornisce un supporto ai velivoli dell'aviazione navale e sistemi d'arma per tutto il loro ciclo vitale. Questo supporto include la ricerca, il design, lo sviluppo e l'ingegneria dei sistemi; l'acquisizione, le prove e la valutazione, l'addestramento sulle strutture e gli equipaggiamenti; la riparazione e le modifiche; ingegneria di servizio e il supporto logistico.

## Organizzazione
- Commander Naval Air Systems Command
  - Navair Reserve Program
  - AIR 1.0 Program Management
  - AIR 2.0 Contracts
  - AIR-4.0 Research & Engineering
  - Aircraft Division (NAWCAD), Patuxent River
    - U.S.Navy Test Pilot School - Equipaggiato con C-12C, C-26A ASTARS III, F/A-18F, OH-58C, T-6B
    - Naval Test Wing Atlantic (NTWL), Patuxent River
      -  Air Test & Evaluation Squadron VX-20 - Equipaggiato con C-2, UC-12M, C-38A, C-130T, KC-130J/T, E2C/D, E-6B, P-8A, T-6B, MQ-4C
      -  Air Test & Evaluation Squadron VX-23, codice SD - Equipaggiato con F/A-18 C/D/E/F NF/A-18 C/D, EA/NEA-18G, F-35C, T-45C
      - Air Test & Evaluation Squadron HX-21, codice HX - Equipaggiato con TH-57C, MH-60R/S
      - Air Test & Evaluation Squadron UX-24, NOLF Webster Field, Maryland - Equipaggiato con MQ-8B, RQ-21A, RQ-26A
      - Training Systems Division (TSD), Orlando, Florida

  - AIR-5.0 Test & Evaluation
  - Weapons Division (NAWCWD), China Lake, California
    - Naval Test Wing Pacific, Point Mugu, California
      -  Air Test & Evaluation Squadron VX-30, codice BH - Equipaggiato con C-20G, KC-130T, P-3C, NP-3C, NRQ-21A, RQ-23A, MQ-8B/C
      -  Air Test & Evaluation Squadron VX-31, codice DD, China Lake, California - Equipaggiato con F/A-18 C/D/E/F, EA/NEA-18G, MH-60S, MQ-9A

  - AIR-6.0 Logistics & Industrial Operations
  - AIR-7.0 Corporate Operations & Total Force
  - AIR-10.0 Comptroller
  - AIR-11.0 Counsel
  -  Fleet Readiness Center
Svolge la manutenzione, la riparazione e la ricarica dei velivoli, motori, componenti ed equipaggiamenti di supporto dell'aviazione navale. Ogni anno 6.500 marinai e marines, insieme a più di 9.500 artigiani riparano circa 1.000 aerei, migliaia di motori e diverse migliaia di componenti per una valutazione totale di circa 4 miliardi di dollari.
    - Northwest, presso la Naval Air Station Whidbey Island, Washington
    - West, presso la Naval Air Station Lemoore, California
      - Detachment Fallon
      - Detachment China Lake, California
      - Detachment Fort Worth, Texas

    - Southwest, presso la Naval Air Station North Island, California
      - Detachment Marine Corps Air Station Miramar, California
      - Detachment Marine Corps Air Station Yuma, Arizona
      - Detachment Marine Corps Base Camp Pendleton, California
      - Detachment Marine Corps Base Kaneohe Bay, Hawaii
      - Detachment Naval Air Weapons Station Pt Mugu, California
      - Detachment Naval Base Point Loma, California

    - Southeast, presso la Naval Air Station Jacksonville, Florida
    - East, presso la Marine Corps Air Station Cherry Point, Carolina del Nord
    - Mid-Atlantic, presso la Naval Air Station Oceana, Virginia
    - WestPac, presso la Naval Air Facility Atsugi, Giappone
    - Aviation Support Equipment alle Isole Salomone